# Shabab Baalbek Sport Club
Il Shabab Baalbek Sport Club (in arabo نادي تجمع شباب بعلبك الرياضي‎?), già noto come Al Nabi Shith Sport Club (in arabo نادي النبي شيت الرياضي‎?) e Bekaa Sport Club (in arabo نادي البقاع الرياضي‎?), è una società calcistica libanese di Baalbek.
Fondato nel 1986 come Al Nabi Shith Sport Club, la squadra cambiò il suo nome in Bekaa Sport Club nel 2018, per poi ripristinare il nome originario nel 2020. Nel 2022, la società cambio denominazione il Shabab Baalbek Sport Club.
Il club ottenne la promozione per il campionato libanese per la prima volta al termine della stagione 2013-2014, diventando la prima squadra a rappresentare la regione della Bekaa nella prima divisione.

## Palmarès

### Competizioni nazionali
- Seconda Divisione: 1

2013-2014 (girone B)